# Eureiandra fasciculata
Eureiandra fasciculata är en gurkväxtart som först beskrevs av Célestin Alfred Cogniaux, och fick sitt nu gällande namn av Charles Jeffrey. Eureiandra fasciculata ingår i släktet Eureiandra och familjen gurkväxter. Inga underarter finns listade i Catalogue of Life.